# Elliott Key
Elliott Key est une île des Keys située dans l'océan Atlantique au sud de la péninsule de Floride. Elle est située dans le parc national de Biscayne. Tout comme les autres keys, l'île dépend de l'État de Floride.
Le 24 août 1992, l'ouragan Andrew a touché terre en premier sur cette île.